# Stake
Stake — криптовалютное онлайн-казино, зарегистрированное на Кюрасао и управляемое компанией Medium Rare NV, имеющей лицензию на проведение азартных игр в интернете. Компания Stake имеет офисы в Сербии, Австралии и на Кипре, а её сотрудники работают по всему миру.

## История
В 2016 году Эд Крейвен и Биджан Техрани основали компанию Easygo, которая занималась разработкой игр для онлайн-казино. Вместе они создали Stake, проект был запущен в 2017 году. В декабре 2021 года Stake вышел на рынок Великобритании благодаря партнёрству с компанией TGP Europe
1 августа 2022 года был запущен отдельный сайт Stake.us, предназначенный для жителей США. В июне 2023 года федеральный судья в Манхэттене отклонил иск на сумму 580 миллионов долларов против Stake из-за отсутствия юрисдикции. Истец, Кристофер Фриман, ранее сотрудничавший с Крейвеном и Техрани, утверждал, что его незаконно отстранили от бизнеса и ввели в заблуждение. 4 сентября 2023 года в результате хакерской атаки с одного из Ethereum-кошельков Stake было похищено свыше 41 миллиона долларов США. ФБР США возложило ответственность за атаку на северокорейскую хакерскую группировку Lazarus Group.
В феврале 2025 года Stake объявила об отказе от своей британской лицензии на азартные игры после жалоб на рекламу в соцсетях с участием порноактрисы Бонни Блю и логотипа компании, которую обвинили в использовании сексуального контента для привлечения молодой аудитории. Работа компании в Великобритании была прекращена 11 марта.

## Продукты
Stake предлагает традиционные азартные игры (например, слоты, блэкджек и рулетку), а также ставки на спортивные события. Платформа также предлагает игры с участием живых дилеров.
Пользователи Stake, как правило, пополняют счета и делают ставки в криптовалюте, а не в традиционных валютах. Средства со счета можно вывести в криптовалюте по эквивалентному курсу и затем перевести обратно на личный криптовалютный кошелёк пользователя.

## Реклама и спонсорство

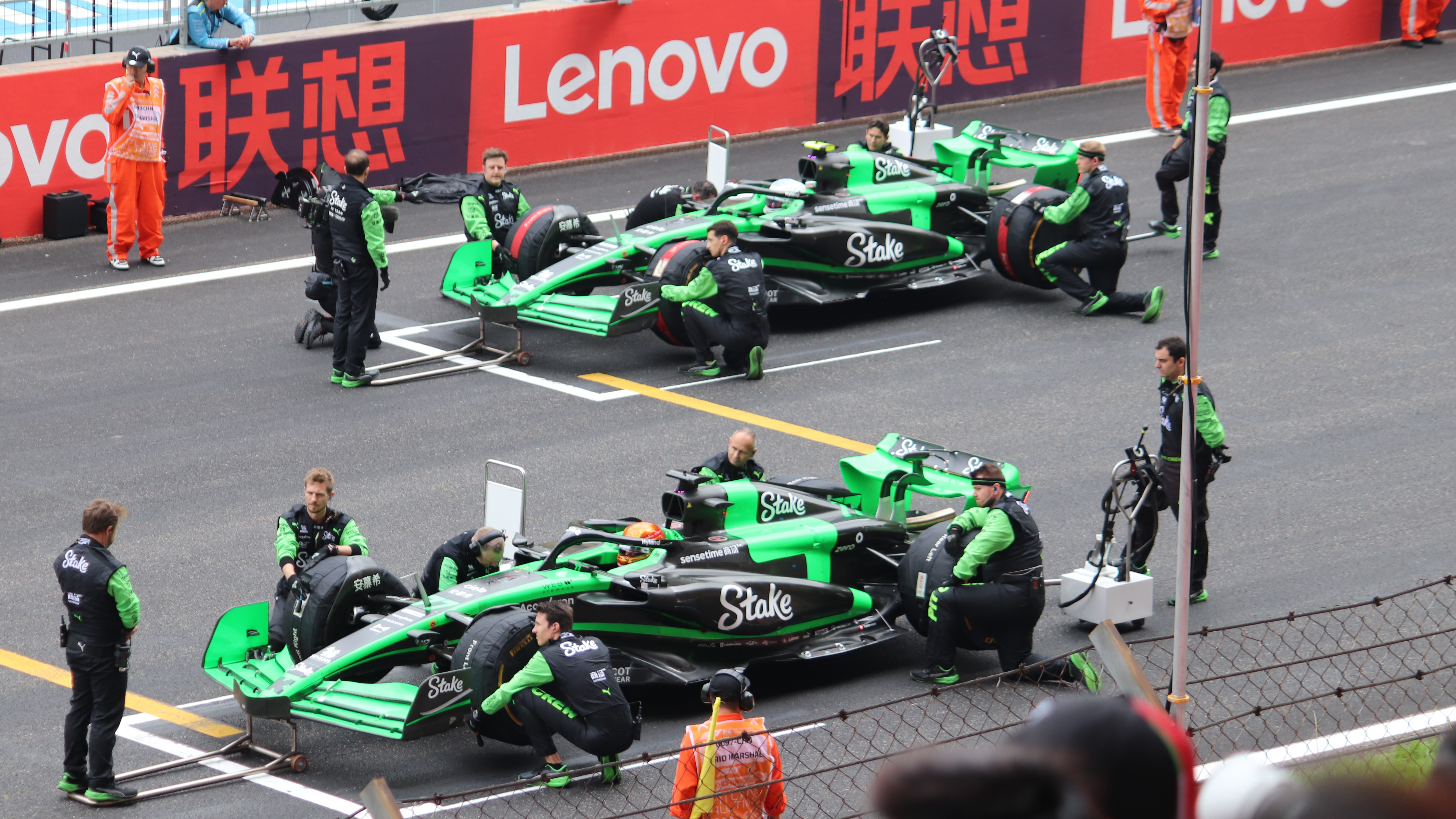
Чжоу Гуаньюй и Валттери Боттас из своей команды Stake F1 Team учавствуют в гонке на автомобилях Sauber на Гран-при Китая 2024 года.

У Stake были спонсорские соглашения с различными музыкантами, спортсменами, командами, организациями, лигами и матчами по многим видам спорта.
В 2022 году Stake привлекла внимание благодаря рекламным соглашениям с известными стримерами, такими как Trainwreckstv, xQc и рэпер Drake, которым компания предоставляла кредиты для азартных игр во время прямых трансляций на Twitch. Резкий рост популярности подобных стримов привёл к критике и повышенному вниманию, в результате чего в сентябре 2022 года платформа Twitch объявила о запрете трансляций онлайн-слотов, рулетки и игр в кости с сайтов, не имеющих лицензий в США или «других юрисдикциях, обеспечивающих достаточную защиту потребителей». Под этот запрет попал и сайт Stake. После этого Крейвен и Техрани запустили конкурирующую платформу для стриминга под названием Kick, связанную со Stake. Новая платформа решила отличаться от Twitch более высоким процентом дохода для стримеров и менее строгими правилами в отношении контента, особенно касающегося азартных игр. В Формуле-1 логотипы Stake на ливрее команды Sauber были заменены на логотипы Kick во время отдельных гонок, особенно тех, которые проводились в странах, где реклама Stake была запрещена по местным законам.

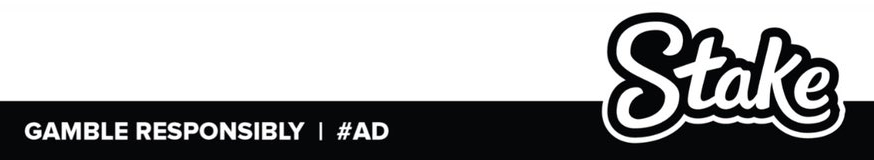
Водяной знак Stake, подобный тем, которые размещаются под контентом в соцсети X.

В конце 2024 года стало известно, что Stake сотрудничает с рядом популярных аккаунтов-агрегаторов контента в соцсети X. Эти аккаунты публиковали вирусные изображения и видео других пользователей (иногда без указания авторства), добавляя к ним водяной знак с рекламой Stake. В октябре 2024 года Управление по стандартам рекламы Великобритании заявило, что знает об этой ситуации и внимательно за ней следит. Такая реклама потенциально нарушает правила соцсети X, регулирующие платные партнёрства, а также рекламное законодательство, запрещающее продвижение азартных игр в местах, доступных несовершеннолетним.
Водяные знаки Stake стали объектом сатиры и интернет-мемов: пользователи публиковали посты с чрезмерным количеством логотипов Stake в комедийных целях или создавали похожие мемы с логотипами других компаний.